# Diclidurus isabellus
Diclidurus isabellus (Thomas, 1920) è un pipistrello della famiglia degli Emballonuridi diffuso nell'America meridionale.

## Descrizione

### Dimensioni
Pipistrello di medie dimensioni, con la lunghezza della testa e del corpo tra 59,3 e 62 mm, la lunghezza dell'avambraccio di 54 mm, la lunghezza della coda di 12 mm, la lunghezza del piede di 11 mm, la lunghezza delle orecchie di 12 mm e un peso fino a 15,6 g.

### Aspetto
La pelliccia è lunga. il colore generale del corpo è brunastro chiaro. Il muso è corto ed appuntito, gli occhi sono relativamente grandi. Le orecchie sono corte, triangolari e con l'estremità appuntita. Il trago è corto, largo con l'estremità arrotondata. La coda è corta e perfora a circa metà della sua lunghezza la superficie dorsale dell'uropatagio, in prossimità di una sacca ghiandolare. Il calcar è ben sviluppato.

## Biologia

### Comportamento
Si rifugia probabilmente all'interno di costruzioni o tra le fronde delle palme.

### Alimentazione
Si nutre di insetti catturati su spazi aperti, specchi d'acqua, sopra la volta forestale ed intorno alle luci cittadine.

## Distribuzione e habitat
Questa specie è diffusa nel Venezuela meridionale, Guyana e negli stati brasiliani di Rondônia e Amazonas.
Vive nelle foreste sempreverdi fino a 200 metri di altitudine.

## Conservazione
La IUCN Red List, considerata l'abbondanza all'interno del suo areale limitato, classifica D.isabellus come specie a rischio minimo (Least Concern)).